# Докудовское болото
Докудовское болото ― болото на востоке Лидского района Беларуси.

## Описание болота
Болото низинного (84 %) и верхового (16 %, главным образом на юго-востоке) типов в водосборе рек Лидея (приток Дитвы) и Нарвы (приток Немана). Площадь 7,8 тыс. га. Глубина торфа до 7 м, средняя 2,9 м, степень разложения 33,7 %, зольность 9 %. С 1957 для добычи торфа проводится осушение открытой сетью северной части болота.

## Растительность
На осушенных землях выращивают главным образом сеяные травы. На неосушенной части болота растёт карликовая берёза и сосна, ива, осоки, клюква.